# Oirase (Aomori)
Oirase (おいらせ町 Oirase-chō?) es un pueblo localizado en la prefectura de Aomori, Japón. En octubre de 2018 tenía una población de 24.263 habitantes y una densidad de población de 337 personas por km². Su área total es de 71,96 km².

## Geografía

### Municipios circundantes
- Prefectura de Aomori
  - Misawa
  - Hachinohe
  - Rokunohe
  - Gonohe

## Demografía
Según datos del censo japonés, la población de Oirase se ha mantenido estable en los últimos años.
| Año del censo | Población |
| ------------- | --------- |
| 1995          | 21.031    |
| 2000          | 23.220    |
| 2005          | 24.172    |
| 2010          | 24.211    |
| 2015          | 24.222    |